# Wasseragamen
Die Wasseragamen (Physignathus) oder Wasserdrachen sind eine Echsengattung aus der Familie der Agamen (Agamidae), die mit nur einer Art in Südostasien und dem Indoaustralischen Archipel lebt. Früher umfasste die Gattung bis zu vier Arten.
Wasseragamen werden maximal 90 Zentimeter bis einen Meter lang, wobei der Schwanz zwei Drittel der Länge ausmacht. Ein gezackter Kamm zieht sich vom Hinterkopf über den Rücken und setzt sich in den meisten Fällen auf dem Schwanz fort. Die Tiere sind von grüner oder grauer Farbe. Kopf, Kiefer und Zähne sind kräftig. Ein Kehlsack fehlt, eine deutlich ausgeprägte Kehlfalte ist vorhanden.

## Systematik
Die Gattung umfasst derzeit nur eine Art:
- Grüne Wasseragame (Physignathus cocincinus Cuvier, 1829)[1]

Drei ehemals der Gattung Physignathus zugeordnete Arten wurden in andere Gattungen überführt:
- Die Gilberts Wasseragame, ehemals Physignathus gilberti (Gray, 1842), wird inzwischen als Lophognathus gilberti Gray, 1842 geführt und somit der Gattung Lophognathus zugeordnet.[2]
- Die Australische Wasseragame, ehemals Physignathus lesueurii (Gray, 1831), wird inzwischen als Intellagama lesueurii (Gray, 1831) geführt und bildet die monotypische Gattung Intellagama.[3]
- Der Papua-Wasserdrache, ehemals Physignathus temporalis (Günther, 1867), wird inzwischen als Tropicagama temporalis (Günther, 1867) geführt und somit der Gattung Tropicagama zugeordnet.[4]